# Asaph Nichols
Asaph R. Nichols (* 25. Februar 1797 in Gardner, Massachusetts; † 10. Mai 1860 in Augusta, Maine) war ein US-amerikanischer Anwalt und Politiker, der von 1835 bis 1837 und erneut 1839 Secretary of State von Maine war.

## Leben
Asaph R. Nichols wurde in Gardner als Sohn von Kendall Nichols und Deborah Partridge geboren.
Von 1835 bis 1837 und erneut 1839 war er Secretary of State of Maine und von 1844 bis 1849 Postmaster von Augusta. Zudem war er Clerk des Supreme Court.
1822 heiratete er Lucy Lambard (1804–1884). Das Paar hatte sieben Kinder, vier Söhne und drei Töchter. Ihr Sohn Henry L. Nichols war ebenfalls Politiker.
Asaph Nichols starb am 10. Mai 1860 in Augusta, sein Grab befindet sich auf dem Mount Vernon Cemetery in Augusta, Maine.